# Sharon Wichman
Sharon Lynn Wichman (Detroit (Michigan), 13 mei 1952) is een Amerikaans zwemmer.

## Biografie
Wichman won tijdens de Olympische Zomerspelen van 1968 de gouden medaille medaille op de 200m schoolslag en de bronzen medaille op de 100m schoolslag.

## Internationale toernooien
| Jaar | Olympische Spelen |
| ---- | ----------------- |
| 1968 | 200m schoolslag   |

1924: Lucy Morton ·
1928: Hilde Schrader ·
1932: Clare Dennis ·
1936: Hideko Maehata ·
1948: Nel van Vliet ·
1952: Éva Székely ·
1956: Ursula Happe ·
1960: Anita Lonsbrough ·
1964: Galina Prozoemensjtsjikova ·
1968: Sharon Wichman ·
1972: Beverley Whitfield ·
1976: Marina Kosjevaja ·
1980: Lina Kačiušytė ·
1984: Anne Ottenbrite ·
1988: Silke Hörner ·
1992: Kyoko Iwasaki ·
1996: Penelope Heyns ·
2000: Ágnes Kovács ·
2004: Amanda Beard ·
2008: Rebecca Soni ·
2012: Rebecca Soni ·
2016: Rie Kaneto ·
2020: Tatjana Schoenmaker ·
2024: Kate Douglass